# Pedro Álvarez de Toledo

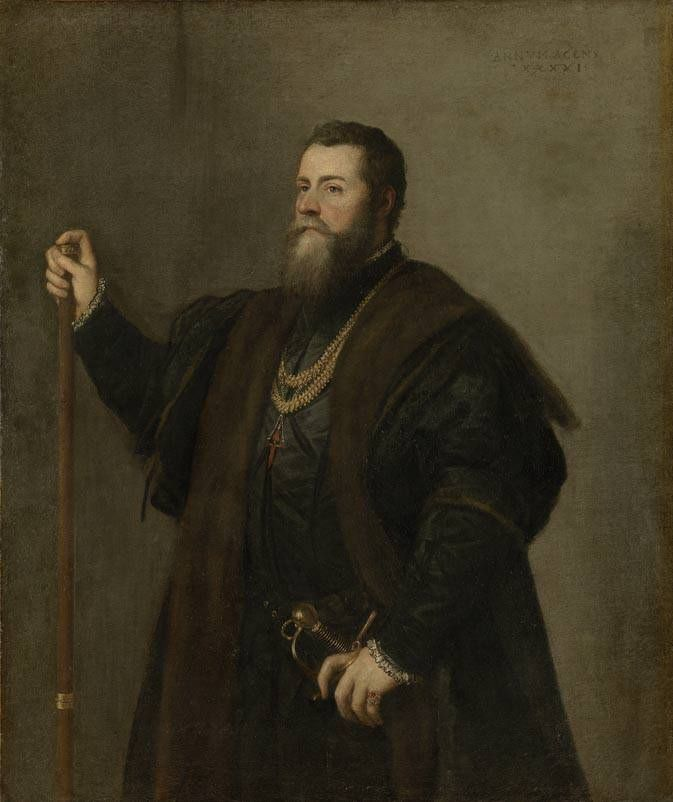
Pedro Álvarez de Toledo, von Tizian.

Pedro Álvarez de Toledo, marqués de Villafranca, (* um 1480 in Salamanca; † 1553 in Florenz) war ein spanischer Hochadliger und Militär sowie von 1532 bis zu seinem Tod spanischer Vizekönig von Neapel.

## Leben
Don Pedro aus dem Haus Álvarez de Toledo wurde als eines von vier Kindern geboren. Sein Vater war Fadrique Álvarez de Toledo, ab 1488 der 2. Herzog von Alba und seine Mutter Isabel de Zúñiga y Pimentel, Tochter des Herzogs von Béjar. Der Großvater García Álvarez de Toledo war 1472 vom Grafen- in den Herzogsstand erhoben worden. Pedros ältester Bruder, García Álvarez de Toledo y Zúñiga, Marqués de Coria, wurde ein spanischer Admiral und starb 1510 beim Versuch, die Insel Djerba vor Tunesien zu erobern. Neben García und Pedro gab es noch die Tochter Aldonza Leonor Álvarez de Toledo und einen weiteren Sohn namens Juan Álvarez y Alva de Toledo, der den geistlichen Weg bestritt, Bischof und Kardinal wurde.
Da er während seiner Ausbildungszeit eher den aktiven und weltlichen Tugenden zugeneigt war und weniger den humanistischen Studien, wurde er zu einem weltlichen Edelmann erzogen, obwohl er für ein Kirchenamt vorgesehen war. Nachdem er seine schulische Ausbildung abgeschlossen hatte, wurde er mit María Osorio Pimentel verheiratet, wodurch er den Titel Marqués de Villafranca erhielt.
Don Pedro diente seit 1503 dem königlichen Heer. 1512 soll er nach Aufzeichnungen bei der Eroberung von Navarra fassbar sein und 1519 befand er sich im Gefolge von Karl V. Er verblieb in dessen unmittelbaren Umfeld, bis er 1522 an den spanischen Hof zurückkehrte und 1529 Karl V. nach Bologna zur Kaiserkrönung durch den Papst begleitete.

## Vizekönig von Neapel
Nachdem die ersten Jahre des von König Ferdinand II. von Spanien eingerichteten Systems des Vizekönigreichs von Chaos geprägt und die ersten Vizekönige von Neapel nicht in der Lage waren, soziale und rechtliche Probleme zu lösen, wurde Don Pedro Álvarez de Toledo im Jahr 1532 zum Vizekönig von Neapel ernannt.
Er traf die Stadt in einem prekären Zustand an, nicht nur, weil sie zweimal, 1529 und 1530, von der Pest heimgesucht worden war. Erst mit seiner Person trat ein Vizekönig auf den Plan, der Willens war, die juristischen, wirtschaftlichen und physischen Probleme des Gebiets aufzugreifen. Mit seinem autoritären und bestimmten Herrschaftsstil konnte er dies zwar erreichen, machte sich jedoch vor allem Feinde unter den Baronen: Er unterwarf ihr Handeln strenger Kontrolle und schwächte ihre Rolle als Spender von Recht und Unrecht. Doch Kaiser Karl V. war bei seinem Besuch in Neapel 1536 so angetan von Don Pedros Leistungen, dass ihrem Antrag auf Versetzung Don Pedros vom Kaiser nicht stattgegeben wurde.
Don Pedro führte daraufhin die Reformen fort, indem er auf der einen Seite ungeachtet neapolitanischer Traditionen kulturelle Akademien, die inakzeptabler religiöser Praktiken verdächtigt wurden, schließen ließ. Auf der anderen Seite machte er sich an die Urbanisierung der Stadt: Er ließ zahlreiche Erneuerungen durchführen wie zum Beispiel solche an der Stadtbefestigung oder auch durch den Bau eines neuen Palastes für königliche Besuche. Diese Bauten mussten allerdings durch hohe Steuern vom Volk bezahlt werden, was – verbunden mit der fortdauernden Problematik im Vizekönigreich – zu einer Reihe von Revolten führte. Ein ernstzunehmender Aufstand fand im Jahr 1547 statt. Er konnte zwar unterdrückt werden, doch da die Spannungen bestehen blieben, bat die neapolitanische Delegation schließlich Karl V. einzugreifen. Dieser schickte 1553 Don Pedro nach Siena, um dort die Rebellion zu zerschlagen. Der Einsatz blieb jedoch unvollendet, da Don Pedro auf dem Weg dorthin in Florenz starb.
Seine Tochter Leonor (1522–1562) war die Ehefrau des toskanischen Großherzogs Cosimo I. de’ Medici und die Großmutter der Maria de’ Medici, Ehefrau Heinrichs IV. von Frankreich. 1553 verstarb Pedro de Toledo bei einem Florenzaufenthalt bei seiner Tochter Eleonore und seinem Schwiegersohn Cosimo I. de’ Medici.
Obwohl sein Grabmal und das seiner Frau in der Kirche San Giacomo degli Spagnoli in Neapel steht, liegt er in der Kathedrale von Florenz begraben.